# Биљача (Братунац)
Биљача је насељено мјесто у општини Братунац, Република Српска, БиХ. Према попису становништва из 2013. у насељу је живио 231 становник.

## Становништво
Према попису становништва из 1991. године, мјесто је имало 655 становника. Већина становника су Бошњаци.
| Демографија | Демографија | Демографија |
| Година      | Становника  | Становника  |
| ----------- | ----------- | ----------- |
| 1948.       | 215         |             |
| 1953.       | 245         |             |
| 1961.       | 318         |             |
| 1971.       | 454         |             |
| 1981.       | 487         |             |
| 1991.       | 655         |             |
| 2013.       | 231         |             |